# Les Houches
Les Houches [lez‿uʃ] sont une commune française située dans le département de la Haute-Savoie, en région Auvergne-Rhône-Alpes.

## Géographie

### Localisation
La commune des Houches est située dans le département de la Haute-Savoie, dans la vallée de l'Arve, non loin de la commune de Chamonix, au pied du mont Blanc. Étendue sur près de 5 000 hectares, de 800 m à 4 304 m (sommet du dôme du Goûter), la commune comprend de nombreux hameaux, dont Le Pont, Les Granges, Taconnaz, Charousse, Vaudagne.

### Géologie et relief, hydrographie
La commune est traversée par l'Arve grossi par quelques torrents : torrent de Taconnaz, torrent du Bourgeat, torrent de la Griaz, Nant Noir, ruisseau du Grand Bois, Nant Jorland et ruisseau des Chavants en rive gauche, torrent de Lapaz et la Diosaz en rive droite.

## Urbanisme

### Typologie
Au 1er janvier 2024, Les Houches sont catégorisées petite ville, selon la nouvelle grille communale de densité à sept niveaux définie par l'Insee en 2022.
Elle appartient à l'unité urbaine de Chamonix-Mont-Blanc, une agglomération intra-départementale regroupant deux  communes, dont elle est une commune de la banlieue,,. Par ailleurs la commune fait partie de l'aire d'attraction de Chamonix-Mont-Blanc, dont elle est une commune du pôle principal,. Cette aire, qui regroupe 4 communes, est catégorisée dans les aires de moins de 50 000 habitants,.

### Occupation des sols
L'occupation des sols de la commune, telle qu'elle ressort de la base de données européenne d’occupation biophysique des sols Corine Land Cover (CLC), est marquée par l'importance des forêts et milieux semi-naturels (87,7 % en 2018), en diminution par rapport à 1990 (90,4 %). La répartition détaillée en 2018 est la suivante : 
forêts (53 %), espaces ouverts, sans ou avec peu de végétation (24,4 %), milieux à végétation arbustive et/ou herbacée (10,4 %), zones urbanisées (6,1 %), zones agricoles hétérogènes (2,4 %), espaces verts artificialisés, non agricoles (1,9 %), prairies (1,2 %), mines, décharges et chantiers (0,7 %).
L'IGN met par ailleurs à disposition un outil en ligne permettant de comparer l’évolution dans le temps de l’occupation des sols de la commune (ou de territoires à des échelles différentes). Plusieurs époques sont accessibles sous forme de cartes ou photos aériennes : la carte de Cassini (XVIIIe siècle), la carte d'état-major (1820-1866) et la période actuelle (1950 à aujourd'hui).

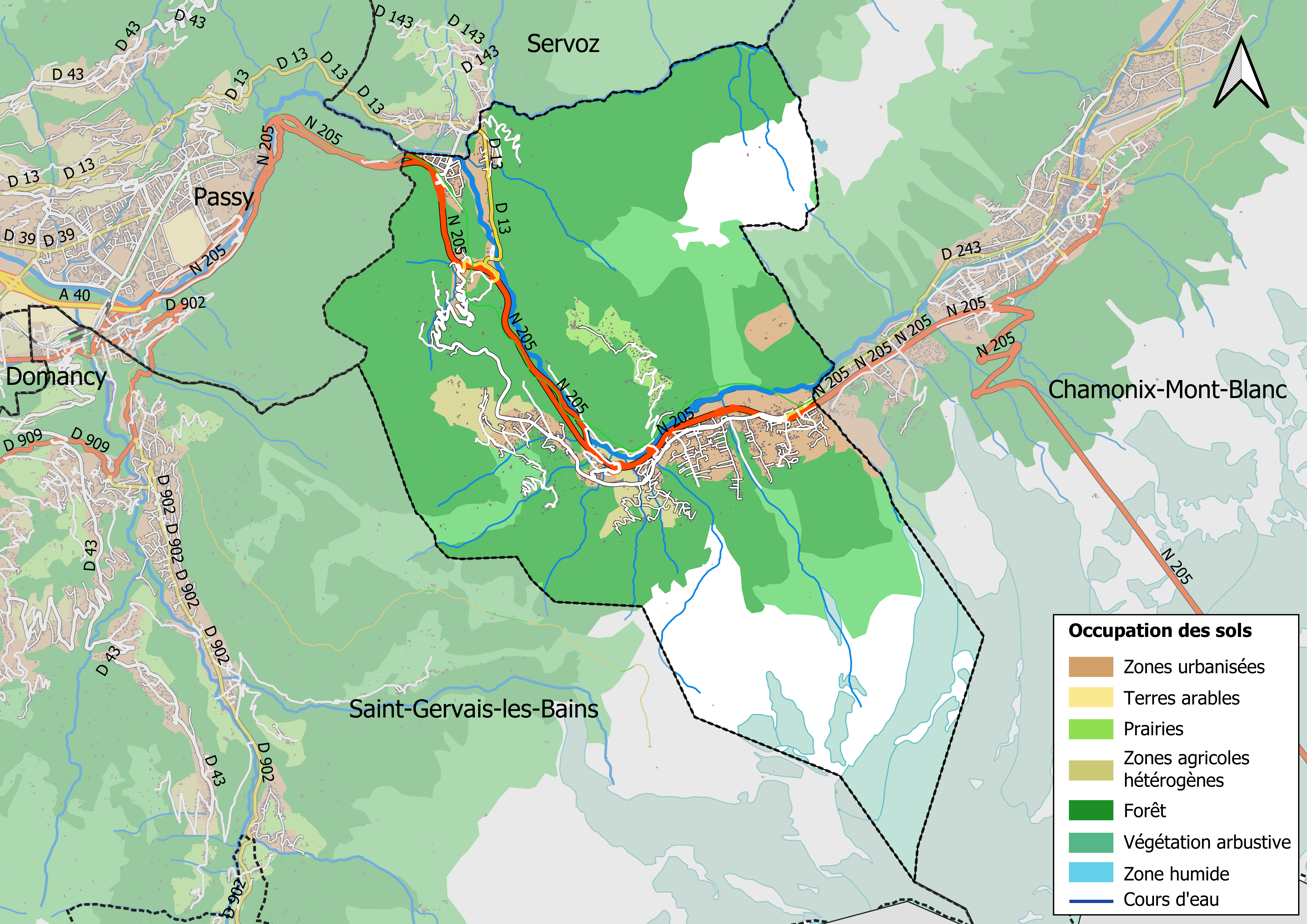
Carte des infrastructures et de l'occupation des sols en 2018 (CLC) de la commune.
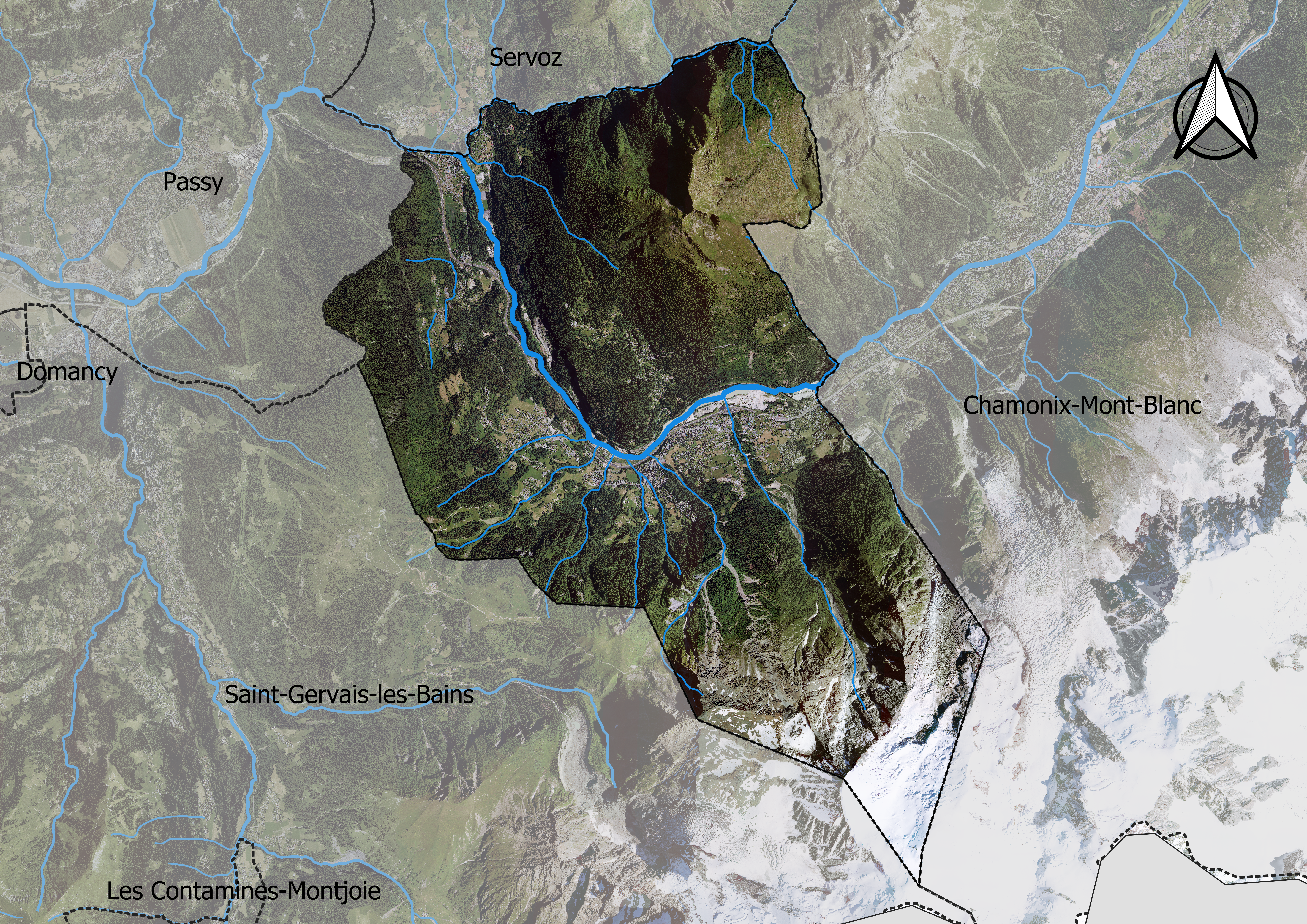
Carte orthophotogrammétrique de la commune.

### Voies de communication et transports
La commune est traversée par la route nationale 205 en direction de Chamonix et du tunnel du Mont-Blanc (2 × 1 voie). Le chemin départemental 213 est l'axe principal dans le sens de la longueur de la commune. En train, la commune est desservie par les trains de la ligne de Saint-Gervais-les-Bains-Le Fayet à Vallorcine (frontière), à voie métrique. La gare des Houches se situe à 11,6 km du terminus de Saint-Gervais-les-Bains-Le Fayet, où s'arrêtent les trains Léman Express, TER Auvergne-Rhône-Alpes, Intercités et TGV.
La commune est desservie à l'année par le réseau Chamonix Bus, dont l'offre de transport s'adapte au fil des saisons (hiver, été et hors saison).
Si l'aérodrome le plus proche est celui de Sallanches Mont-Blanc et l'aéroport international celui de Genève, Les Houches comptent toutefois sur son territoire communal l'altiport Philippe-Cachat, une piste privée située dans le parc animalier de Merlet.

## Toponymie
« Les Houches » est un toponyme dont on trouve une première mention sous la forme Ochiae au XIVe siècle. La forme Les Ouches est utilisée en 1840.
Les toponymistes Ernest Nègre, le chanoine Gros ou encore Charles Marteaux font provenir le toponyme du mot Ouche, de l'ancien français houche (du bas latin olca, olchia), qui désigne une bonne terre de culture ou des vergers, parfois clôturés,,,. Si l'origine gauloise semble pertinente, Charles Marteaux indique que le mot trouverait son origine dans le mot grec olké (sillon, champs labouré). En arpitan savoyard, ôches (prononcé [ˈu.θɘ] ou [ˈɔ.θɘ]) désigne un champ labouré ou fermé par une haie ou un fossé. De plus, ôche ([ˈuθ.ə]) et ôchons ([u.ˈθɔ̃]) signifient « faire des entailles longitudinales ».
Le nom de la commune en arpitan est Les Ôches, prononcé [le.ˈz‿ø.θə] ou [le.ˈz‿ø.t͡ʃə] aux Houches, [le.ˈz‿œ.θə] à Cordon, ou encore [le.ˈz‿ɔ.θə] à Albens. Quand le toponyme est écrit selon la graphie de Conflans, il peut être Léz Eûshe.
Les habitants sont appelés les Houchard(e)s. En arpitan, ils sont los Ôchards et les Ôchardes.

## Histoire
Selon l'historiographie traditionnelle, les Ceutrons occupent le haut-Faucigny.
En 121 av. J.-C., les vallées de l'Arve et du Giffre sont passées sous la domination romaine, et l'on aurait tort de penser que les lieux sont restés retirés, sans traces de civilisation gallo-romaine. Cette date est marquée par la victoire romaine sur le peuple des Allobroges par le consul Quintus Fabius Maximus Allobrogicus. Des tensions puis un conflit opposent ces derniers aux Ceutrons à propos des limites entre leurs territoires respectifs. Le conflit prend une telle proportion que Rome fait intervenir Cneus Pinarius Cornelius Clemens, légat de la Germanie supérieure. Ce dernier est à l'origine de la borne frontière, mise en place au col de la Forclaz-du-Prarion, sur la commune actuelle de Passy,,.
Au IVe siècle, la partie ceutrone de la vallée de l'Arve est attachée au Valais. Durant les siècles suivants, cette partie de la vallée est contrôlée par des peuples appelés Burgondes.
Avec la fondation du prieuré de Chamonix vers la fin du XIIe siècle, plus probablement au XIIe siècle, il apparaît que la vallée de Chamonix appartient au comte de Genève,.
Une station de sports d'hiver est aménagée. La piste « Verte » accueille régulièrement l'épreuve de l'Arlberg-Kandahar.

## Politique et administration

### Situation administrative
Anciennement rattachée au syndicat mixte du Pays du Mont-Blanc (regroupant initialement 14 communes), Les Houches se sont associées avec Chamonix-Mont-Blanc, Servoz et Vallorcine pour former, en 2009, la communauté de communes de la vallée de Chamonix Mont-Blanc.
Depuis le redécoupage cantonal de 2014, la commune est intégrée au canton du Mont-Blanc, avec Chamonix-Mont-Blanc, Les Contamines-Montjoie, Servoz, Passy, Saint-Gervais-les-Bains, et Vallorcine. Le bureau centralisateur se trouve à Passy. Avant ce redécoupage, elle appartenait au canton de Chamonix-Mont-Blanc.
La commune fait partie de l'aire urbaine de Chamonix-Mont-Blanc ensemble à Chamonix-Mont-Blanc et Servoz.
Les Houches relèvent de l'arrondissement de Bonneville et de la sixième circonscription de la Haute-Savoie (créée en 2009).

### Liste des maires
| Période                                  | Période                       | Identité               | Étiquette      | Qualité |
| ---------------------------------------- | ----------------------------- | ---------------------- | -------------- | --- |
| Les données manquantes sont à compléter. |                               |                        |                | |
| 1965                                     | 1971                          | Pierre Garçon          |                | |
| 1971                                     | 1975                          | André Job              |                | |
| 1975                                     | mars 1983                     | Robert Perruchon       |                | |
| mars 1983                                | mars 1989                     | Christophe Devouassoux |                | |
| mars 1989                                | 1992                          | Pierre Blassel         |                | |
| 1992                                     | mars 2001                     | Pierre Portier         |                | |
| mars 2001                                | mars 2014                     | Patrick Dole           | PS             | Technicien forestier |
| mars 2014                                | août 2017                     | Xavier Roseren         | UDI puis LaREM | Gérant de magasin 1er vice-président de la CC Vallée de Chamonix-Mont-Blanc (2014 → 2017) Démissionnaire à la suite de son élection comme député de la 6e circ. de Haute-Savoie |
| août 2017                                | 5 juillet 2020                | Maurice Désailloud     | DVD            | Directeur de supermarché, ancien premier adjoint 1er vice-président de la CC Vallée de Chamonix-Mont-Blanc (2017 → 2020)                                                        |
| 5 juillet 2020                           | En cours (au 23 juillet 2020) | Ghislaine Bossonney    | SE             | Ancienne directrice des services 8e vice-présidente de la CC Vallée de Chamonix-Mont-Blanc (2020 → )                                                                            |

### Politique environnementale
- La réserve de Carlaveyron.

### Jumelages
La commune les Houches n'est jumelée avec aucune autre commune en 2024.
La commune a été jumelée avec  Krasnaïa Poliana (Russie), jusqu'à sa remise en cause à la suite de l'invasion de l'Ukraine par la Russie, en 2022.

## Population et société

### Démographie
L'évolution du nombre d'habitants est connue à travers les recensements de la population effectués dans la commune depuis 1793. Pour les communes de moins de 10 000 habitants, une enquête de recensement portant sur toute la population est réalisée tous les cinq ans, les populations de référence des années intermédiaires étant quant à elles estimées par interpolation ou extrapolation. Pour la commune, le premier recensement exhaustif entrant dans le cadre du nouveau dispositif a été réalisé en 2006.

En 2022, la commune comptait 3 529 habitants, en évolution de +20,61 % par rapport à 2016 (Haute-Savoie : +6,01 %, France hors Mayotte : +2,11 %).
| 1793  | 1800  | 1806  | 1822  | 1838  | 1848  | 1858  | 1861  | 1866  |
| ----- | ----- | ----- | ----- | ----- | ----- | ----- | ----- | ----- |
| 1 369 | 1 368 | 1 414 | 1 652 | 1 713 | 1 628 | 1 171 | 1 194 | 1 212 |

| 1872  | 1876  | 1881  | 1886  | 1891  | 1896  | 1901  | 1906  | 1911  |
| ----- | ----- | ----- | ----- | ----- | ----- | ----- | ----- | ----- |
| 1 165 | 1 152 | 1 113 | 1 081 | 1 045 | 1 057 | 2 069 | 1 085 | 1 108 |

| 1921  | 1926 | 1931 | 1936 | 1946 | 1954  | 1962  | 1968  | 1975  |
| ----- | ---- | ---- | ---- | ---- | ----- | ----- | ----- | ----- |
| 1 027 | 990  | 988  | 870  | 982  | 1 137 | 1 186 | 1 243 | 1 474 |

| 1982  | 1990  | 1999  | 2006  | 2011  | 2016  | 2021  | 2022  | - |
| ----- | ----- | ----- | ----- | ----- | ----- | ----- | ----- | - |
| 1 766 | 1 947 | 2 706 | 3 037 | 2 985 | 2 926 | 3 353 | 3 529 | - |

### Enseignement
- École de physique des Houches, fondée en 1951 par une jeune physicienne française, Cécile DeWitt-Morette.

### Sports

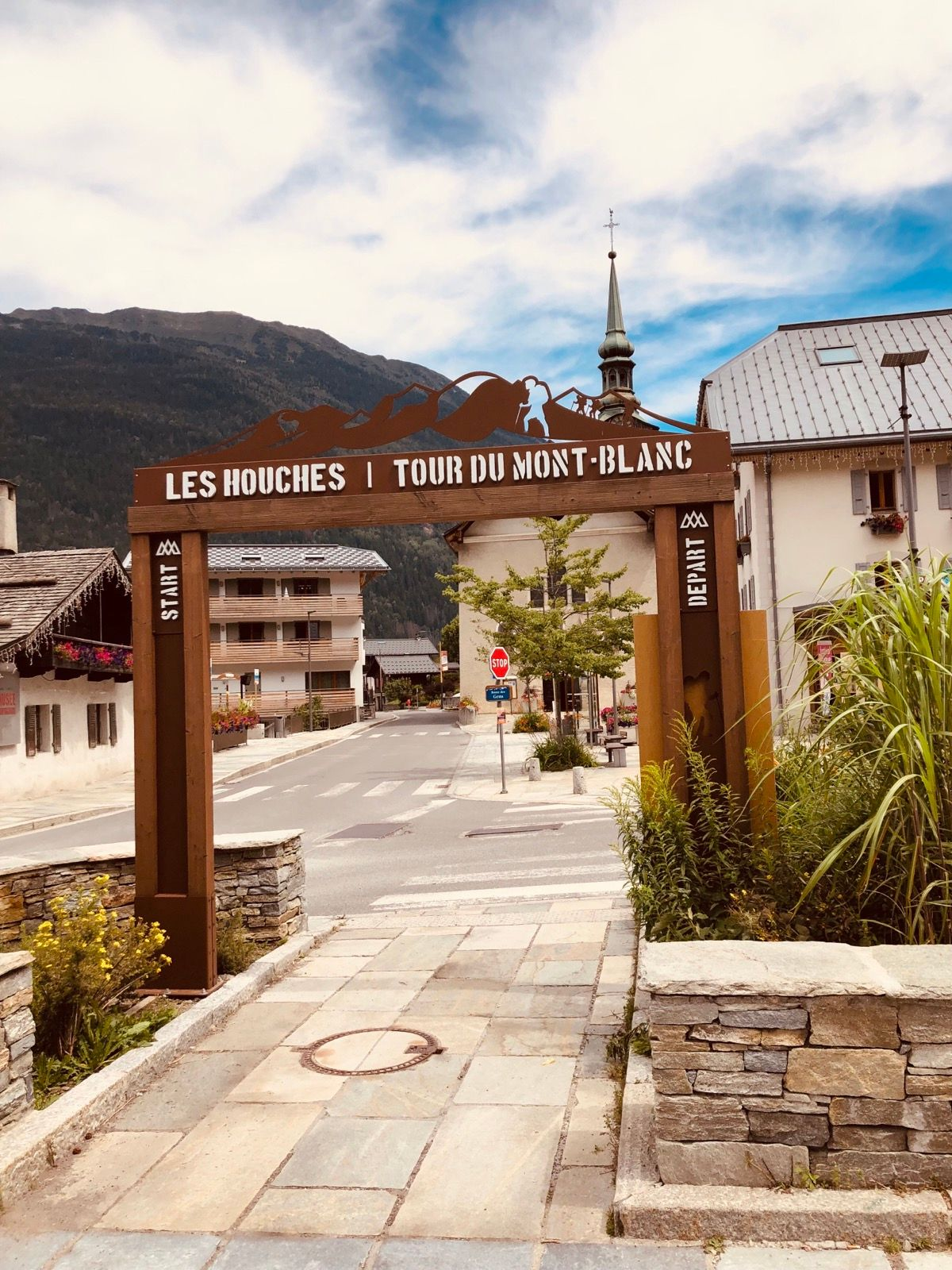
Porche au départ des Houches pour le Tour du Mont-Blanc

Les Houches sont une station de sports d'hiver et d'été de renommée internationale.
Les Houches accueillent chaque année des épreuves de la coupe du monde de ski alpin, sur sa célèbre piste « La Verte des Houches », se nommant en réalité « Kandahar », du nom de Lord Kandahar. Cette piste, en réalité une noire, est une piste de descente homme.
Le départ du TMB se prend principalement du centre de la commune, un porche symbolise le départ et l'arrivée.

## Économie
Une petite mine de cuivre et de plomb a été active aux Houches entre la fin du XVIIIe siècle et le milieu du XIXe siècle, la mine Sainte-Marie-du-Fouilly.

## Culture locale et patrimoine

### Lieux et monuments
- château de Saint-Michel-du-Lac (XIVe siècle) : ruines[30], siège d'une châtellenie du Faucigny delphinal[31].
- Tour de Saint-Jeoire (XIVe siècle) : ruines.
- Château de Bottelier (XVIIe siècle), maison forte.
- Église Saint-Jean-Baptiste (1766), façade baroque, clocher à bulbe datant de 1839. Marc Chagall représente la façade de l'église en 1927 dans un tableau peu connu, Une église sous la neige[32].
- Statue monumentale du Christ-Roi, inaugurée le 19 août 1934.
- Téléphérique de Bellevue, mis en service en 1936.
- La télécabine du Prarion, mis en service en 1971.
- Viaduc ferroviaire Sainte-Marie.
- Parc animalier de Merlet (bouquetins, cerfs Sika, lamas, mouflons, marmottes, chamois, daims).
- Le foyer de Charité de la Flatière[33].
- Chapelle consacrée au culte marial en lieu-dit "Le Pont"

### Patrimoine culturel
La commune abrite une école de physique théorique, où se déroulent chaque année des cours donnés par les meilleurs spécialistes. De nombreux lauréats du Prix Nobel de physique sont passés par l'École de Physique des Houches, en tant qu'élèves ou conférenciers.
- Musée montagnard, dans une maison du XVIIIe siècle, sur le thème du patrimoine et de l'habitat traditionnel.

### Espaces verts et fleurissement
En 2015, la commune obtient le niveau « deux fleurs » au concours des villes et villages fleuris.

### Personnalités liées à la commune
- Jean Delumeau (1923-2020), historien, séjourna fréquemment aux Houches et y pratiqua l'alpinisme.
- Pierre-Gilles de Gennes (1932-2007), Prix Nobel de physique, est venu étudier et enseigner à l'École de Physique des Houches.

### Héraldique, logotype et devise
| Armes de Les Houches | Les armes des Houches se blasonnent ainsi : D'or vêtu d'azur, à un alpenstick et un piolet d'argent passés en sautoir brochant, chargé en cœur d'un besant du même, bordé de sinople et de gueules, surchargé d'un écusson de gueules à la croix d'argent. |

## Pour approfondir